# Franz Schmidt (Botaniker)
Franz Schmidt (* 1751 in Austerlitz; † 28. Dezember 1834 in Wien) war ein österreichischer Gärtner und Botaniker. Sein offizielles botanisches Autorenkürzel lautet „Schmidt“.
Schmidt lernte als Gärtner im Garten des Erzbischofs von Kremsier und bereiste von 1769 bis 1773 Frankreich, England und die Niederlande mit Unterstützung des  Fürsten Kaunitz, dessen Hofgärtner er 1773 in Wien wurde. Nach dem Tod von Kaunitz blieb er im Dienst seines Sohns Ernst Christoph von Kaunitz-Rietberg. Nach dessen Tod 1797 wurde er Professor für Gartenkunde an der wiedereröffneten Theresianischen Ritterakademie, und er übernahm die Leitung seiner Gärten, einschließlich eines neu eingerichteten Arboretums. 1807 wurde er auch Lehrer für Botanik des Kronprinzen Ferdinand. 
Bekannt ist er für seinen Bildband über Österreichs Bäume, der in drei Bänden von 1792 bis 1800 erschien, mit einem vierten Band 1822, wobei der letzte Teil nach dem Tod von Schmidt 1839 erschien (herausgegeben von Trattinik).

## Schriften
- Oesterreichs allgemeine Baumzucht oder Abbildungen in- und ausländischer Bäume, vier Bände, Wien 1792 bis 1839